# Watchara Mahawong
Watchara Mahawong (tiếng Thái: วัชระ มหาวงศ์, sinh ngày 28 tháng 11 năm 1983) là một cầu thủ bóng đá từ Thái Lan. Hiện tại anh thi đấu cho Thai Honda Ladkrabang ở Giải bóng đá Ngoại hạng Thái Lan.

## Danh hiệu

### Câu lạc bộ
PEA
- Giải bóng đá ngoại hạng Thái Lan Vô địch (1): 2008